# Asphalt: Injection
Az Asphalt: Injection egy autóversenyzős videójáték, melyet a Gameloft fejlesztett és a Ubisoft jelentett meg, kizárólag PlayStation Vita kézikonzolra. A játék a Vita nyitócímei közé tartozott, így 2011. december 17-én jelent meg Japánban, 2012. február 15-én Észak-Amerikában és 2012. február 22-én Európában.

## Játékmenet
A szoftverben három főbb játékmód van. A karriermódban a játékosok új pályákat, autókat és fejlesztéseket oldhatnak fel, a szabadjáték-módban a korábban már megnyitott pályákon lehet versenyezni, míg a többjátékos módban a játékosok egymással mérkőzhetnek meg az interneten keresztül. A játékban 52 licencelt autó, 20 karrierosztály és 15 versenypálya van az Asphalt 6: Adrenaline Android-verziójából.

## Fogadtatás
Az Asphalt: Injection vegyes értékeléséket kapott a kritikusoktól, a GameRankings gyűjtőoldalon 50%-os, míg a Metacriticen 49/100-as pontszámon áll. Az IGN 6/10 ponttal díjazta a játékot.